# Bollinger County
Das Bollinger County ist ein County im US-amerikanischen Bundesstaat Missouri. Im Jahr 2020 hatte das County 10.567 Einwohner und eine Bevölkerungsdichte von 6,6 Einwohnern pro Quadratkilometer. Der Verwaltungssitz (County Seat) ist Marble Hill.

## Geographie
Das County liegt fast im äußersten Südosten von Missouri, ist im Nordosten und Osten etwa jeweils 40 km von Illinois und Kentucky entfernt und hat eine Fläche von 1.609 Quadratkilometern, wovon ein Quadratkilometer Wasserfläche ist. An das Bollinger County grenzen folgende Nachbarcountys:
| Madison County | Perry County    |                       |
|                |                 | Cape Girardeau County |
| Wayne County   | Stoddard County |                       |

## Geschichte
Das Bollinger County wurde am 1. März 1851 aus Teilen des Cape Girardeau County, Stoddard County und des Wayne County gebildet. Benannt wurde es nach Colonel George F. Bollinger (1770–1842), einem frühen Siedler in diesem Gebiet.
Zwei Orte im County sind im National Register of Historic Places eingetragen (Stand 5. Februar 2018).

## Demografische Daten
Nach der Volkszählung im Jahr 2010 lebten im Bollinger County 12.363 Menschen in 4.636 Haushalten. Die Bevölkerungsdichte betrug 7,7 Einwohner pro Quadratkilometer. In den 4.636 Haushalten lebten statistisch je 2,60 Personen.
Ethnisch betrachtet setzte sich die Bevölkerung zusammen aus 97,9 Prozent Weißen, 0,3 Prozent Afroamerikanern, 0,6 Prozent amerikanischen Ureinwohnern, 0,2 Prozent Asiaten sowie aus anderen ethnischen Gruppen; 0,8 Prozent stammten von zwei oder mehr Ethnien ab. Unabhängig von der ethnischen Zugehörigkeit waren 0,8 Prozent der Bevölkerung spanischer oder lateinamerikanischer Abstammung.
23,6 Prozent der Bevölkerung waren unter 18 Jahre alt, 59,7 Prozent waren zwischen 18 und 64 und 16,7 Prozent waren 65 Jahre oder älter. 50,0 Prozent der Bevölkerung war weiblich.

Das jährliche Durchschnittseinkommen eines Haushalts lag bei 35.560 USD. Das Prokopfeinkommen betrug 17.625 USD. 17,8 Prozent der Einwohner lebten unterhalb der Armutsgrenze.

## Ortschaften im Bollinger County
City
- Marble Hill

Villages
- Glen Allen
- Sedgewickville
- Zalma

Unincorporated Communitys
| - Alliance - Arab - Bessville - Bollinger Mill - Buchanan - Conrads Mill - Dongola - Drum | - Gipsy - Glennon - Grassy - Greenbrier - Grisham - Hahn - Hurricane - Laflin | - Leopold - Lixville - Lutesville - Mayfield - North Patton - Patton - Patton Junction - Sank | - Schlatitz - Scopus - Shrum - Sturdivant - Tallent |

## Gliederung
Das Bollinger County ist in 8 Townships eingeteilt:
| - Crooked Creek Township - Filmore Township - Liberty Township - Lorance Township | - Scopus Township - Union Township - Wayne Township - Whitewater Township |